# Lipniak-Majorat
Lipniak-Majorat – wieś w Polsce położona w województwie mazowieckim, w powiecie wyszkowskim, w gminie Długosiodło. Ma status sołectwa.
Wierni Kościoła rzymskokatolickiego należą do parafii św. Rocha w Długosiodle.

## Historia
W latach 1921–1931 wieś leżała w województwie białostockim, w powiecie ostrowskim, w gminie Długosiodło.
Według Powszechnego Spisu Ludności z 1921 roku wieś zamieszkiwało 81 osób w 12 budynkach mieszkalnych. Miejscowość należała do parafii rzymskokatolickiej w Długosiodle. Podlegała pod Sąd Grodzki w Ostrowi i Okręgowy w Łomży; właściwy urząd pocztowy mieścił się w Długosiodle.
W wyniku agresji III Rzeszy na Polskę we wrześniu 1939 wieś znalazła się pod okupacją niemiecką i do wyzwolenia weszła w skład dystryktu warszawskiego Generalnego Gubernatorstwa.
W latach 1975–1998 miejscowość należała administracyjnie do województwa ostrołęckiego.

## Pacyfikacja wsi Lipniak-Majorat
W Lipniaku-Majoracie miała miejsce jedna z najkrwawszych akcji pacyfikacyjnych przeprowadzonych przez Niemców w okupowanej Polsce. 2 września 1944 roku wycofujące się na zachód oddziały Wehrmachtu zamordowały 448 mieszkańców wsi oraz znajdujących się w pobliżu uchodźców z sąsiednich miejscowości. Zbrodni dokonano w odwecie za akcje bojowe przeprowadzone przez partyzantów Armii Krajowej z Puszczy Białej.